# Триплатинадиталлий
Триплатинадиталлий — бинарное неорганическое соединение, интерметаллид платины и таллия с формулой Tl2Pt3, кристаллы.

## Получение
- Сплавление стехиометрических количеств чистых веществ:

{\displaystyle {\mathsf {3Pt+2Tl\ {\xrightarrow {900^{o}C}}\ Tl_{2}Pt_{3}}}}

## Физические свойства
Триплатинадиталлий образует кристаллы тригональной сингонии, пространственная группа P 31c, параметры ячейки a = 0,5645 нм, c = 1,3851 нм, Z = 4.
Соединение образуется по перитектической реакции при температуре 900 °C.